# جيم وليامز (لاعب اتحاد الرغبي)
جيم وليامز (بالإنجليزية: Jim Williams) هو لاعب اتحاد الرغبي أسترالي، ولد في 8 ديسمبر 1968 في يونغ في أستراليا.

## وصلات خارجية
- جيم وليامز عل موقع إسبنسكروم (الإنجليزية)
- جيم وليامز على موقع اتحاد ألعاب الكومنولث (مؤرشف) (الإنجليزية)